# 唐·亚当斯
唐纳德·L·亚当斯（英語：Donald L. Adams，1947年11月27日—），美国NBA联盟职业篮球运动员。他在1970年的NBA选秀中第8轮第1顺位被圣地亚哥火箭选中。